# إيمرسون تريسي
إيمرسون تريسي (بالإنجليزية: Emerson Treacy) هو ممثل أمريكي، ولد في 17 سبتمبر 1900 في فيلادلفيا في الولايات المتحدة، وتوفي في 10 يناير 1967 في هوليوود في الولايات المتحدة.

## وصلات خارجية
- إيمرسون تريسي على موقع IMDb (الإنجليزية)
- إيمرسون تريسي على موقع ألو سيني (الفرنسية)
- إيمرسون تريسي على موقع أول موفي (الإنجليزية)
- إيمرسون تريسي على موقع قاعدة بيانات برودواي على الإنترنت (الإنجليزية)
- إيمرسون تريسي على موقع قاعدة بيانات الأفلام السويدية (السويدية)
- إيمرسون تريسي على موقع قاعدة بيانات الفيلم (الإنجليزية)
- إيمرسون تريسي على موقع كينوبويسك (الروسية)